# Salvia

{{Taxobox
| name = Salvia
| image = Wiesensalbei 1.jpg
| image_width = 240px
| image_caption = Ливадска жалфија (Salvia pratensis)
| regnum = 
| divisio = 
| classis = 
| ordo = 
| familia = 
| genus = 
| genus_authority = 
| subdivision_ranks = Врсте
| subdivision = важније врсте у тексту
| synonyms_ref=
| synonyms = {{Collapsible list
| title = Синоними
| 
| 
| 
| 
| 
| 
| 
| 
| 
| 
| 
| 
| 
| 
| 
| 
| 
| 
| 
| 
| 
| 
| 
| 
| 
| 
| 
| 
| 
| 
| 
| 
| 
| 
| 
| 
| 
| 
| 
| 
| 
| 
| 
| 
| 
| 
| 
| 
}}
}}
Salvia је најбројнији род породице уснатица (Lamiaceae) са око 800 врста једногодишњих, вишегодишњих, зељастих, полужбунастих и жбунастих врста. Овом роду припада позната лековита биљка жалфија (Salvia officinalis), али и многе друге корисне, орнаменталне па и халуциногене биљке.
Природни ареал рода обухвата Европу, Азију и обе Америке. Постоје три центра разноврсности: Јужна и Централна Америка (са око 500 врста); Централна Азија и Медитеран (око 250 врста) и Источна Азија (90 врста).

## Порекло имена
потиче од латинског salvere = спасити, спасавати, због лековитих својстава најпознатије врсте - жалфије.

## Опис
Врсте рода Salvia су једногодишње, двогодишње или вишегодишње зељасте и дрвенасте врсте, четвртастог стабла. Листови су прости, цели ређе перасто дељени. Брактеје се разликују од средњих листова, код неких врста су упадљиво обојене. Зигоморфни цветови су груписани у дихазијуме а они у сложене метличасте или класолике цвасти. Чашица је од 5 сраслих листића, двоусната са 3 зупца на горњој и 2 на доњој усни. Круница је симпетална, изразито двоусната, са горњом усном која је права или закривљена надоле, и доњом дво- или трорежњевитом. Прашници (два!) су рачвасти, са антером са горње стране и „полугом“ са доње. Тучак је изграђен из две карпеле, са жигом који вири испред крунице. Плодови су мерикарпијуми од 4 овалне орашице, код многих врста са слузима у омотачу.
Стабла, листови и цветови многих врста су покривени заштитним трихомама (длакама). Неке врсте поседују и жлездане трихоме са етарским уљем од ког потиче њихов карактеристичан мирис и оштра арома, па их преживари избегавају у исхрани.
Дуго се претпостављало да су структура прашника и необично опрашивање код врста рода Salvia еволуирали само једном, и да је стога порекло рода Salvia монофилетско, што значи да су сви чланови рода еволуирали од једног претка. Међутим, технике секвенцирања ДНК су показале да је овај тип прашника еволуирао најмање три различита пута у роду, па се данас сматра да род није монофилетски. Род се вероватно састоји од чак три различите кладе или гране.

## Врсте

### Одабране врсте
Многе врсте рода Salvia се користе као лековите, зачинске, медоносне или украсне. У наставку је листа одабраних врста са њиховом употребом.
- , северноамеричка ароматична врста, користи се у ритуалима америчких Индијанаца за кађење (попут босиљка)
- , мексичка халуциногена врста, жвакањем или пушењем изазива измењена стања свести
- , средње-америчка орнаментална врста, гаји се као украсни грм црвених цветова и листова мириса на ананас..
- , грчка жалфија, користи се као и обична жалфија као лековита или зачинска врста.
- , чиа, средње-америчка врста јестивих семена богатих протеинима и омега-3 масним киселинама.
- , мексичка орнаментална врста
- мексичка орнаментална врста
- , кинеска лековита врста позната као даншен
- , жалфија, медитеранска ароматична врста, користи се као лековита и зачинска биљка
- , медитеранска, изразито ароматична врста, етарско уље се користи у козметичкој индустрији
- , јужноамеричка украсна врста црвених цветова

### Списак врста
1. [6]
2. , nom. illeg.
3. muškatna kadulja, Rimaljani su je nazivali Herba sacra.
4. -{Salvia × sylvestris L.